# Jan Adam Czeżowski
Jan Adam Czeżowski herbu Jastrzębiec, niem. Johann von Czezowski (ur. 14 maja 1857, zm. 30 stycznia 1915 w Wiedniu) - prawnik, c. i k. urzędnik.

## Życiorys
Na trzecim roku studiów na Wydziale Prawa Uniwersytetu Lwowskiego otrzymał stypendium krajowe. W 1889 pracował w Wiedniu jako wicekanclerz w Ministerstwie Spraw Wewnętrznych Austrii. Był starostą powiatowym w Gorlicach i w Żółkwi, a następnie został w 1899 przeniesiony do Lwowa. Pracował w charakterze radcy dworu. Pełnił funkcję komisarza IX kadencji Sejmu Krajowego Galicji (1908-1913).
W 1888 roku ożenił się z Heleną z domu Kuschée Był ojcem profesora Tadeusza Hipolita Czeżowskiego. Wybuch wojny 1914 zastał go z żoną na wakacjach, z których już nie mogli wrócić do Lwowa. Zamieszkali u siostry żony Józefiny Kuschée-Kleeberg w Wiedniu. Zmarł po długiej i ciężkiej chorobie 30 stycznia 1915 i został pochowany na cmentarzu Gersthof w Wiedniu.

## Odznaczenia
- Kawaler Orderu Leopolda (przed 1911)[5]
- Honorowy obywatel Biecza (przed 1911)[5]